# Sonia Sotomayor
Sonia Sotomayor (Bronx, 1954. június 25. –) amerikai jogász, az Amerikai Egyesült Államok Legfelsőbb Bíróságának bírája.

## Pályafutása
Sonia Sotomayort Barack Obama elnök nevezte ki a Legfelsőbb Bíróság bírájának, és a szenátusi jóváhagyás után 2009. augusztus 8-án foglalta el posztját.